# Tuxer Alpen
Die Tuxer Alpen (auch als Tuxer Voralpen bezeichnet) sind eine Gebirgsgruppe der zentralen Ostalpen. Sie befinden sich vollumfänglich in Österreich im Bundesland Tirol. Sie sind eine von drei Gebirgsgruppen, die die Gebirgsränder der Großstadt Innsbruck bilden. Der höchste Gipfel ist der Lizumer Reckner, 2886 m ü. A., zwischen der Wattentaler Lizum und dem Navistal.

## Zum Namen
Namensgeber ist der Tuxbach (mittelalterlich Tukkes), der die Gebirgsgruppe südlich begrenzt und auch dem Tuxertal, einem Seitental des Zillertals, sowie inzwischen auch der Gemeinde Tux ihre Namen gab.
In der Alpenvereinseinteilung der Ostalpen (AVE) wird die hier beschriebene Gebirgsgruppe als Tuxer Alpen bezeichnet.

Die Bezeichnung Tuxer Voralpen kommt noch aus den Alpengliederungen des 19. Jahrhunderts: Ursprünglich umfassten die Tuxer Alpen die Berge bis zum Zemm-/Zamser Grund, das bei Mayrhofen abzweigende südlichere Quelltal des Zillertals, und hinüber zum Pfitscher Tal, als Untergruppe der Zillertaler Alpen.
Und diese Gruppe war, wie die meisten Gebirgsgruppen der Gegend, nach dem bedeutendsten in den Kern der Gruppe vorstoßenden Tal benannt.
Der Kamm zwischen Zamser- und Tuxertal ist der Tuxer Kamm, seinerzeit Tuxer Hauptkamm, und höchster Gipfel der Tuxer Alpen war der dort liegende Olperer mit 3480 m.
Dieser Zug wurde von Böhm 1887
aufgrund seiner Geologie und Höhe zu den – von ihm reduzierten – Zillertaler Alpen dazugenommen.
Damit war der Berggruppe ihre Hauptkette abhandengekommen, der verbleibende Rest wurde von Böhm Tuxer Tonschiefergebirge genannt, als geologisch korrekter Teil der Salzburger Schieferalpen,
was sich auf die zwischen Zentralgneis und Kalk hier liegenden Schiefer der Grauwackenzone der Alpen bezieht (Gebirge meint in der Fachsprache des Bergbaus Gestein, Böhm war um eine geologisch präzise Gliederung bemüht).
Von Moriggl wurde sie dann 1923 wegen des sperrigen Namens (sein Anliegen war bergsteigerisch) landesüblich in Tuxer Voralpen umbenannt, im Sinne ‚niedrigere Berge bis Tux‘ – der Ausdruck Voralpen bedeutet im Tirolerischen die Höhenstufe zwischen dem Mittelgebirge und dem Hochgebirge (den eigentlichen Alpen).
Seit damals wurde aber Voralpen mit einer anderen Bedeutung besetzt und wird mit den randalpinen – vor den Alpen gelegenen – Vorketten identifiziert. Daher wurde der inzwischen missverständliche Ausdruck Voralpen
bei der Überarbeitung durch Graßler
weggelassen, sodass die Berge wieder ihren ursprünglichen Namen haben, aber nicht mehr die ursprüngliche Ausdehnung, die ihnen diesen Namen eingebracht hat.

## Lage

### Benachbarte Gebirgsgruppen
Die Tuxer Alpen grenzen an die folgenden anderen Gebirgsgruppen der Alpen:

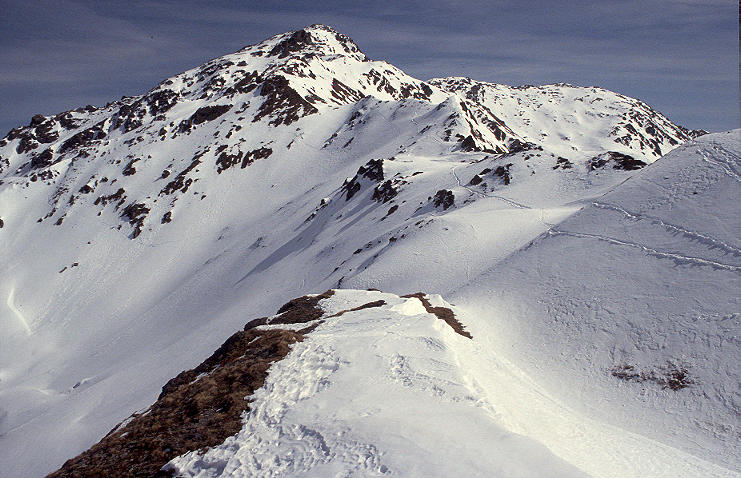
Der Rastkogel, ein beliebtes Skitourenziel

- Karwendel (im Norden)
- Rofangebirge (im Nordosten)
- Kitzbüheler Alpen (im Osten)
- Zillertaler Alpen (im Süden)
- Stubaier Alpen (im Westen)

### Umgrenzung
Im Norden bildet das Unterinntal die Grenze von Innsbruck flussabwärts bis zur Einmündung des Ziller. Das Zillertal begrenzt die Gebirgsgruppe im Osten von der Einmündung des Ziller in den Inn flussaufwärts bis Mayrhofen. Im Süden bildet das Tuxertal die Grenze von Mayrhofen bis Hintertux. Von dort setzt sich die Grenze fort auf das Tuxer Joch und durch das Schmirntal bis Sankt Jodok. Im Westen werden die Tuxer Alpen durch das Wipptal begrenzt von Sankt Jodok flussabwärts bis Innsbruck.
Das Tuxer Joch verbindet die Tuxer Alpen mit den Zillertaler Alpen.

## Geologie

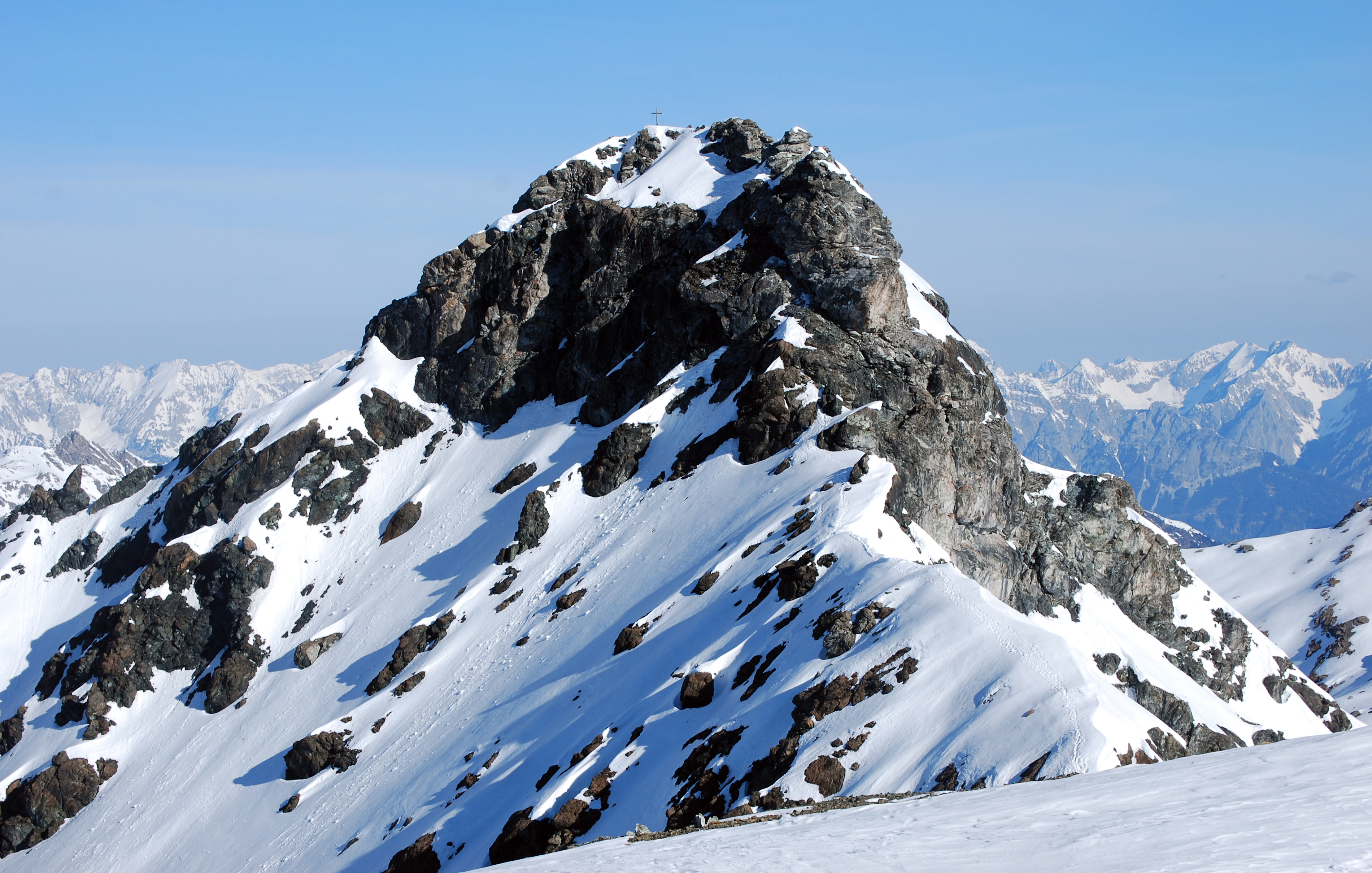
Der höchste Berg der Tuxer Alpen, der Lizumer Reckner, wird aus Serpentinit gebildet.

Der größte Teil der Tuxer Alpen besteht aus niedriggradig metamorphen Gesteinen, die dem Innsbrucker-Quarzphyllit-Komplex (quarzige Phyllit-Schiefer) zugerechnet werden. An diese Zone paläozoischer Gesteine schließt südlich örtlich eine Zone verschiedener mesozoischer Gesteine an, das Tarntaler Mesozoikum. Diese kompliziert aufgebaute Zone gehört, wie die Quarzphyllitzone, der tektonischen Einheit des Unterostalpins an. Im Tarntaler Mesozoikum finden sich unter anderem Dolomite und Kalke, die etwa die Kalkwand oder die Torwand im Bereich der Wattentaler Lizum aufbauen. Andererseits finden sich auch Bestandteile ehemaliger Ozeanböden, die als Serpentinit etwa den Lizumer Reckner aufbauen. Der südliche Rand der Tuxer Alpen gehört zum tektonisch tiefer liegenden penninischen Tauernfenster. Was die Tuxer Alpen betrifft, so finden sich hier vor allem Gesteine der penninischen Glocknerdecke (Kalkglimmerschiefer-Hülle der Tauern). Das nordöstliche Eck der Tuxer Alpen im Bereich Schwaz bis Fügen im Zillertal gehört zur oberostalpinen Grauwackenzone, die aus paläozoischen Gesteinen besteht. Im Raum Schwaz wurde in dieser Zone früher in großem Umfang Silber und Kupfer abgebaut. Die Randterrassen zum Inntal, das Tiroler Mittelgebirge, sind eine periglaziale Schuttlandschaft, die auch reich an glazialmorphologischen Erscheinungen, wie Toteisresten, ist.

## Bedeutende Berggipfel
- Lizumer Reckner, 2886 m
- Geier, 2857 m
- Kalkwand, 2826 m
- Rosenjoch, 2796 m
- Rastkogel, 2762 m
- Malgrübler, 2749 m
- Hirzer, 2725 m
- Glungezer, 2677 m
- Roßkopf, 2576 m
- Gilfert, 2506 m
- Wanglspitze, 2420 m
- Grüblspitze, 2395 m
- Kellerjoch, 2344 m
- Patscherkofel, 2246 m
- Gedrechter, 2217 m

## Erschließung und Tourismus
Die Tuxer Alpen sind ein Skitouren- und Wandergebiet.

### Skigebiete
Skigebiete sind Glungezer, Lizum im Wattental, Spieljoch Fügen, Hochfügen-Hochzillertal, Penken und Kellerjoch, Patscherkofel.

### Hütten

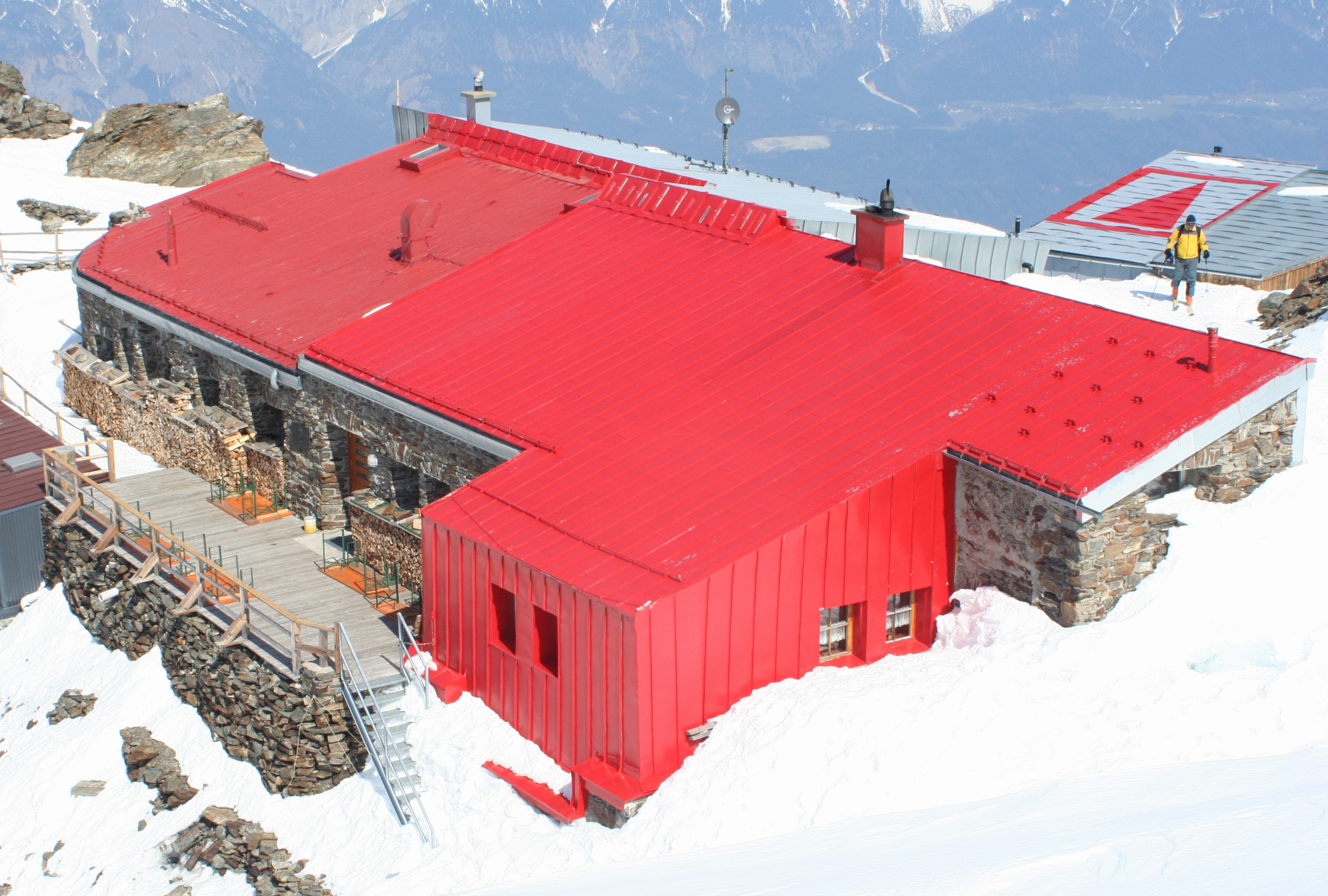
Die Glungezerhütte

In den Tuxer Alpen befinden sich folgende Hütten alpiner Vereine:
- Glungezerhütte
- Kellerjochhütte
- Lizumer Hütte
- Meißner Haus
- Naviser Hütte
- Patscherkofelhaus
- Rastkogelhütte
- Tuxerjochhaus
- Tulferberg-Hütte
- Voldertalhütte
- Weertal-Hütte
- Weidener Hütte

### Fern- und Weitwanderwege
Der Traumpfad München-Venedig führt auch durch die Tuxer Alpen. Dies ist kein offizieller Fernwanderweg. Der im Jahr 1977 zum ersten Mal vorgeschlagene Weg hat jedoch inzwischen einen größeren Bekanntheitsgrad erlangt als so mancher von Wandervereinigungen oder Staaten geschaffene Fernwanderweg. Der 9. Tag des Traumpfads führt von Hall in Tirol zur Glungezerhütte, die nächste Etappe über die seven tuxer summits und das Naviser Jöchl zur Lizumerhütte des OeAV Hall. Der 10. bzw. 11. Tag führt von der Lizumerhütte zum Tuxerjochhaus, über den Pluderling-Sattel und den Gschützspitze-Sattel.
Durch die Tuxer Alpen führen ferner der Adlerweg, die Via Alpina (rot), Olympiaweg, Glungezer&Geier-Weg 335 und der Zentralalpenweg 02A.

### Klettersteige
In den Tuxer Alpen wurden auch zahlreiche Klettersteige eingerichtet. Die größte Anzahl von Routen geht von Mayrhofen aus, wo sich in unmittelbarer Nähe folgende Klettersteige befinden, deren Bekanntheit deutlich über das Zillertal hinausgeht (Schwierigkeiten in Klammern): Huterlaner (C/D), Pfeilspitzwand (C/D), Zimmereben (D/E), Kinderklettersteig (B), Astegg (C, Var. D/E).